# Bärsskäret (söder om Rosala, Kimitoön)
Bärsskäret är en ö i Finland. Den ligger i Skärgårdshavet eller Norra Östersjön och i kommunen Kimitoön i den ekonomiska regionen  Åboland i landskapet Egentliga Finland, i den sydvästra delen av landet. Ön ligger omkring 72 kilometer söder om Åbo och omkring 140 kilometer väster om Helsingfors.
Öns area är 9,9 hektar och dess största längd är 430 meter i öst-västlig riktning. Ön höjer sig omkring 15 meter över havsytan.